# Dolina Hawrania

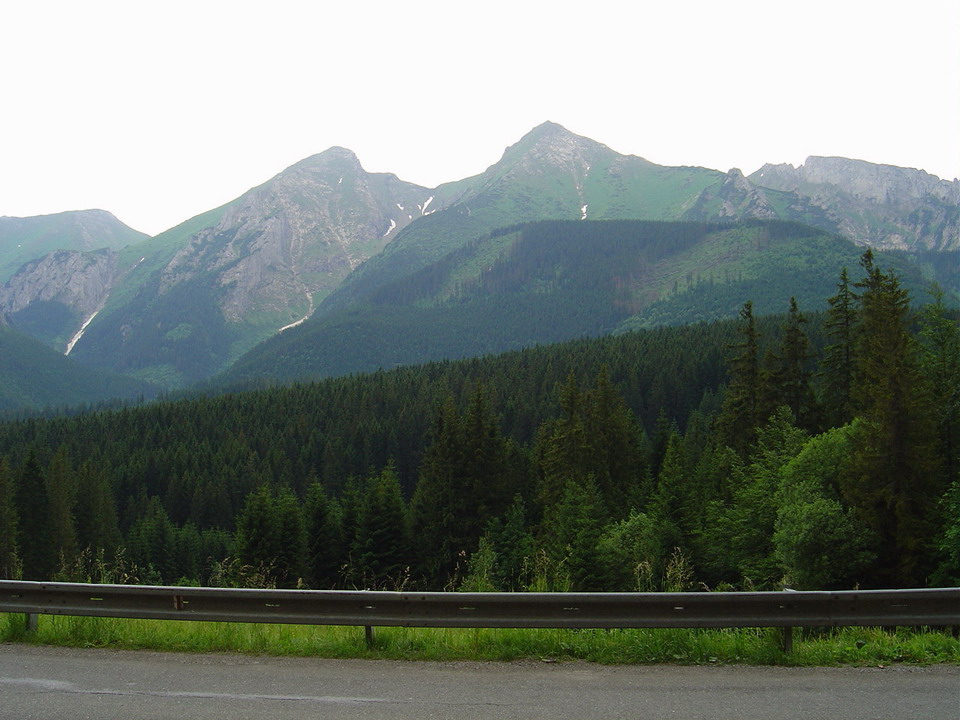
Płaczliwa Skała, Hawrań i Nowy Wierch, z Hawrania opada Dolina Czarnego Potoku

Dolina Hawrania (słow. Havrania dolina, niem. Rabensteintal, węg. Hollópatak völgy) – dolina położona na północno-wschodnim krańcu Tatr, w Tatrach Bielskich na Słowacji.
Dolina Hawrania znajduje się na północnych stokach Tatr Bielskich. Jest stosunkowo długa i wąska, ma ok. 3,5 km długości. Jej głównym odgałęzieniem położonym od niej na wschód jest Dolina Czarnego Potoku (też: Dolina Czarna Podspadzka), podchodząca pod grzbiet główny na odcinku od Hawrania na północ. System tych dwóch dolin o wspólnym wylocie odpowiada kryteriom, jakie musi spełniać dolina walna. Przy założeniu, że Dolina Bielskiego Potoku po drugiej stronie grani głównej nie spełnia tych wymogów, jest to jedyna dolina walna położona w całości na terenie Tatr Bielskich. Wyjątkowy jest też fakt niespotykany gdzie indziej w Tatrach – pod grań główną podchodzi nie główny ciąg doliny (jedynie na odcinku ok. 200 m między Hawraniem a Wyżnim Hawranim Zwornikiem), ale jej odgałęzienie.
Sama Dolina Hawrania wznosi się ku południu pod główną grań Tatr Bielskich (która na tym odcinku nie należy już do głównej grani całych Tatr) na zachód od Hawrania przez Hawranią Przełęcz do Nowego Wierchu. Na zachodzie Dolina Hawrania graniczy z Nową Doliną, oddzieloną od niej Kominami Zdziarskimi i masywem Małego Wierchu. Od Doliny Czarnego Potoku jest odgraniczona gałęzią Niżniego Hawrania i Czarnego Wierchu. Wspólny wylot dolin do doliny Jaworowego Potoku jest położony na wysokości ok. 900 m n.p.m., na wschód od osiedla Podspady przy Drodze Wolności.
Dno Doliny Hawraniej jest podzielone na cztery części o odmiennym charakterze:
- zalesione i szerokie piętro najniższe, do wysokości ok. 950 m,
- Hawrani Kanion, przewężenie na wysokości ok. 950–1350 m,
- Hawranie Polany i Hawrania Rówień, rozszerzenie na wysokości do ok. 1700 m,
- Hawrani Kocioł (Škaredý žľab), najwyższe piętro doliny.

W dolinie znajduje się tablica pamiątkowa z kamienia z napisem: „Najjaśniejszy Książę Christian Kraft Hohenlohe na tem miesci zastrczelił dnia 5ego Septembra 1924 tysiącego capa”. Dolina jest niedostępna dla turystów.